# Paul Badura-Skoda
Paul Badura-Skoda (ur. 6 października 1927 w Wiedniu, zm. 25 września 2019 tamże) – austriacki pianista.

## Życiorys
Po ukończeniu Konserwatorium Wiedeńskiego kontynuował naukę u Edwina Fischera.
Był laureatem III nagrody w Konkursie im. Marguerite Long i Jacques’a Thibaud w 1949. W tym samym roku, niemal z dnia na dzień, stał się znanym na całym świecie pianistą, dzięki koncertom z orkiestrami pod dyrekcją Wilhelma Furtwänglera i Herberta von Karajana. Współpracował także z takimi dyrygentami jak George Szell, Karl Böhm, Charles Mackerras i Georg Solti. Nagrał ok. 200 płyt długogrających, w tym wykonania wszystkich sonat Wolfganga Amadeusa Mozarta, Franza Schuberta i Ludwiga van Beethovena. W swojej karierze używał zarówno instrumentów z epoki, jak i współczesnych. Był jednym z pionierów koncepcji wykorzystywania wczesnych fortepianów (wykonawstwo historyczne). 
Uczestniczył w pracach jury wielu konkursów pianistycznych, m.in. Międzynarodowego Konkursu Bachowskiego w Lipsku (2006) i Międzynarodowego Konkursu Pianistycznego im. Fryderyka Chopina (1980, 1995 – wiceprzewodniczący jury, 2000) w Warszawie.
We wrześniu 1951 poślubił Evę Halfar, z którą następnie współpracował przy pisaniu książek o interpretacji Mozarta i Bacha, a także wydań źródłowych ich utworów.
Od 1981 aż do przejścia na emeryturę w 1994 był profesorem w Hochschule für Musik und darstellende Kunst. 

## Wyróżnienia
Doktoraty honoris causa:
- Staatliche Hochschule für Musik und Darstellende Kunst Mannheim (2006)
- Pontificia Universidad Católica del Perú (2010)
- Akademia Muzyczna im. Krzysztofa Pendereckiego w Krakowie (2013)[a].

## Odznaczenia
- Krzyż Honorowy I Klasy za Naukę i Sztukę (Austria, 1975)[10]
- Kawaler Legii Honorowej (Francja, 1993)[11]
- Komandor Orderu Sztuki i Literatury (Francja, 1997)[11][12]
- Wielka Srebrna Odznaka Honorowa za Zasługi dla Republiki Austrii (Austria, 2006)[10]